# Ågesta

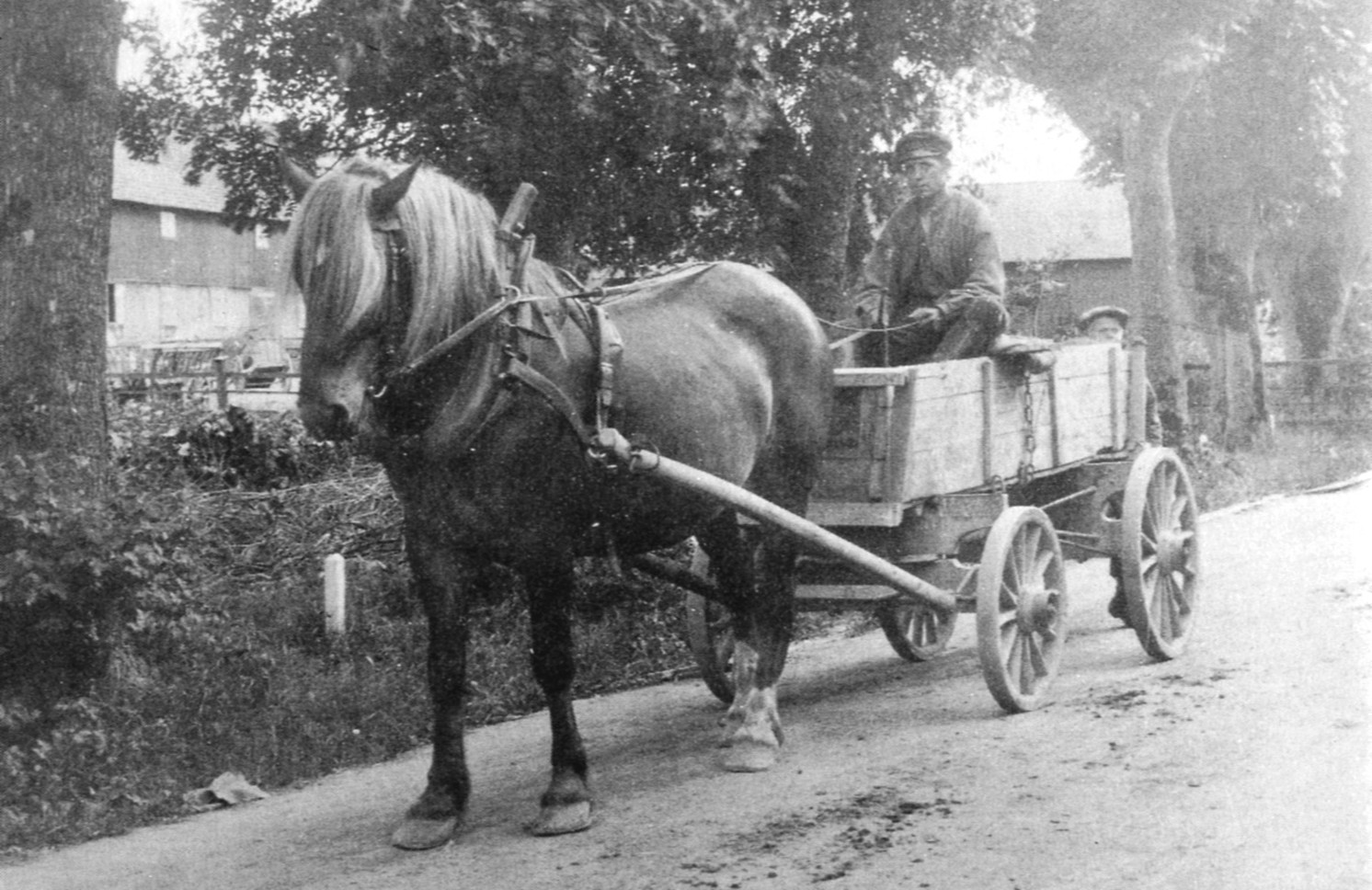
Lantlig idyll vid Ågesta gård på 1920-talet.

Ågesta är ett delområde i kommundelen Vidja-Ågesta i Huddinge kommun i Stockholms län där huvuddelen av bebyggelsen ingår i tätorten Stockholm. Området är huvudsakligen skogbevuxet. Dominerande är Ågesta gårds huvudbyggnad, en stenbyggnad från 1600-talet som fick sin nuvarande utformning i slutet av 1700-talet eller i början av 1800-talet. Gården ägs sedan 1945 av Stockholms stad och hyrs ut. En del av Orlångens naturreservat ligger i Ågesta.

## Avgränsning och aktiviteter
Området avgränsas i norr av sjön Magelungen och i väster av Ågestasjön, som sedan 1976 är fågelskyddsområde. I området finns Ågesta golfklubb som bildades 1958 och Sthlms södra brukshundklubb samt Ågesta ridskola och vid Magelungen märks Ågesta friluftsområde och Ågestabadet (ett naturistbad som sköts av naturistföreningen EOS). Längre söderut ligger Ågestaverket, Sveriges första kommersiella kärnkraftverk som numera är ett övningsfält för Storstockholms brandförsvar. Norr om Ågestaverket har Swedish Space Corporation en av sina satellitantennanläggningar.

## Historia
På grund av de talrika fornlämningarna i området kan man anta att Ågesta var bebyggt och bebott redan under äldre järnåldern. Under yngre järnåldern fanns bosättningar vid sydöstra delen av Ågestasjön. Det äldsta skriftliga belägget för namnet är från 1330, i samband med att kaniken Brynjulf i Strängnäs testamenterade sin blå kappa till en Kristina i Ågesta. 
År 1397 omnämns en Gudmund i Ågesta som faste på landsting vid Hammersta i Ösmo socken. Namnet kommer förmodligen av det fornsvenska personnamnet Aghi (Åke). Ett annat förslag är att det kommer av läget vid Ågestasjön. Ågesta (i agastum) bestod 1535 av tre gårdar. Dessa kallades på 1600-talet hovgårdar och brukades förmodligen av frälsebönder.

## Bilder

Byggnader och anläggningar
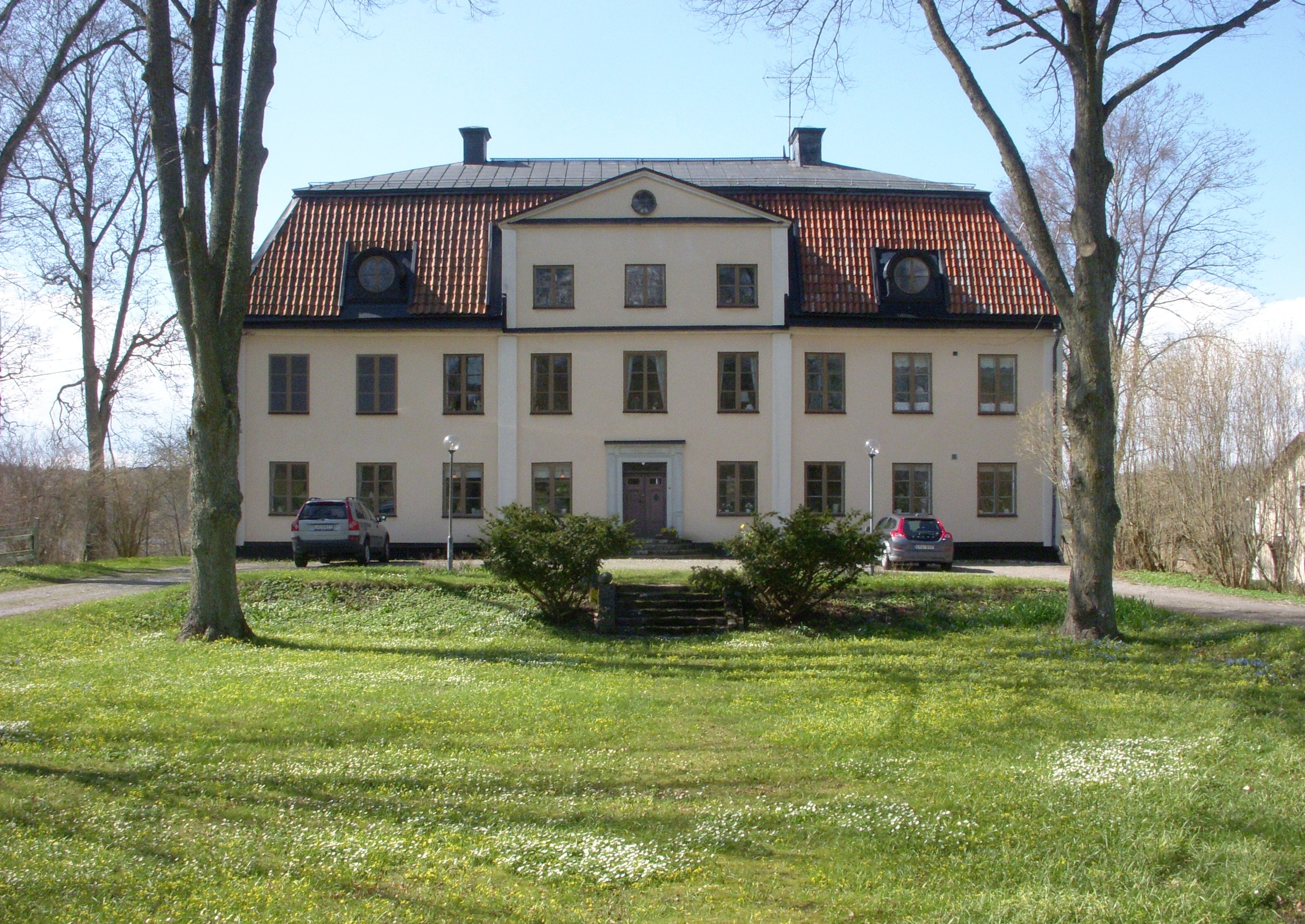
Ågesta gård
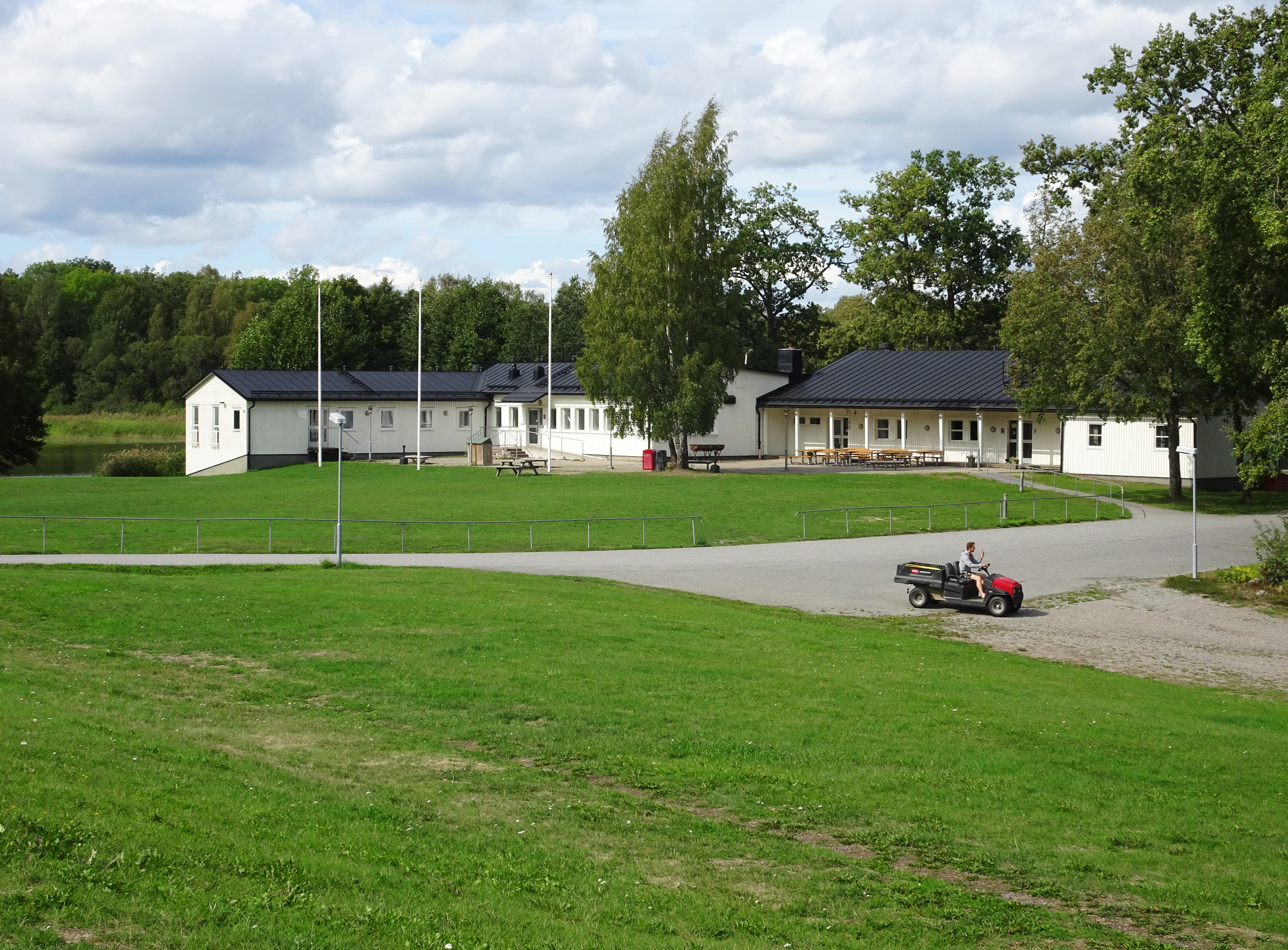
Ågestagården
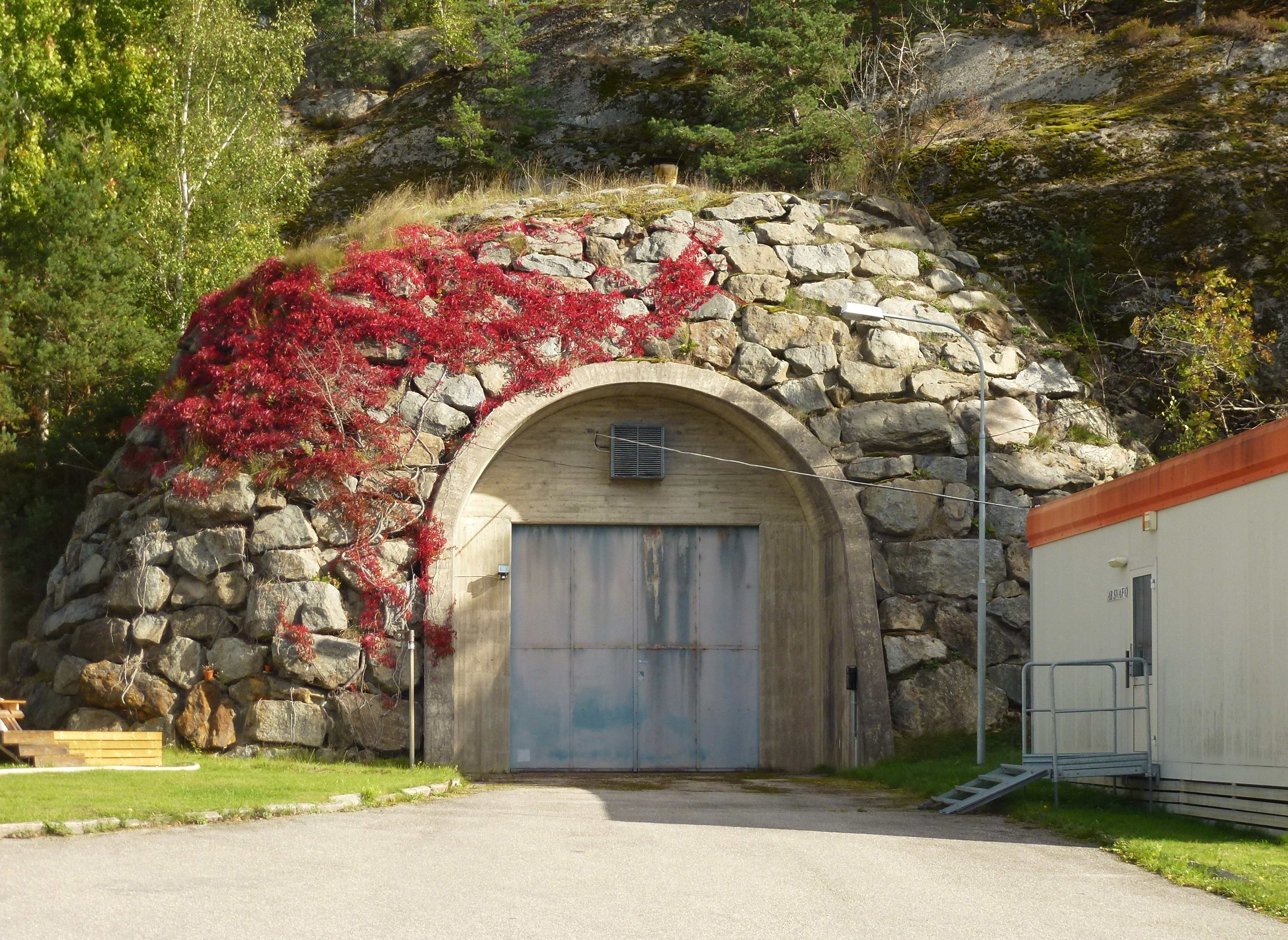
Tunnel till Ågestaverket
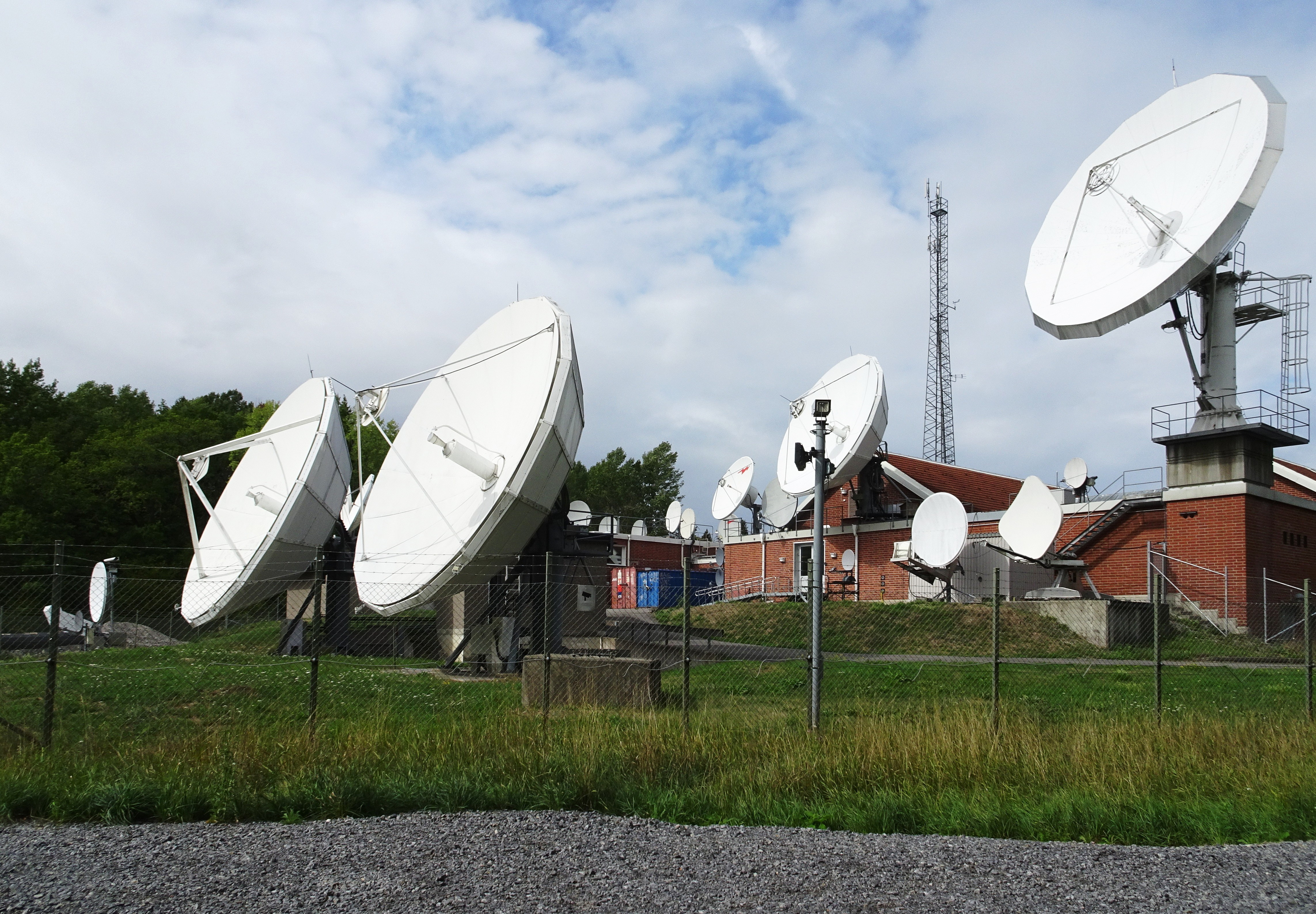
Swedish Space Corporations antennanläggning i Ågesta

Naturen
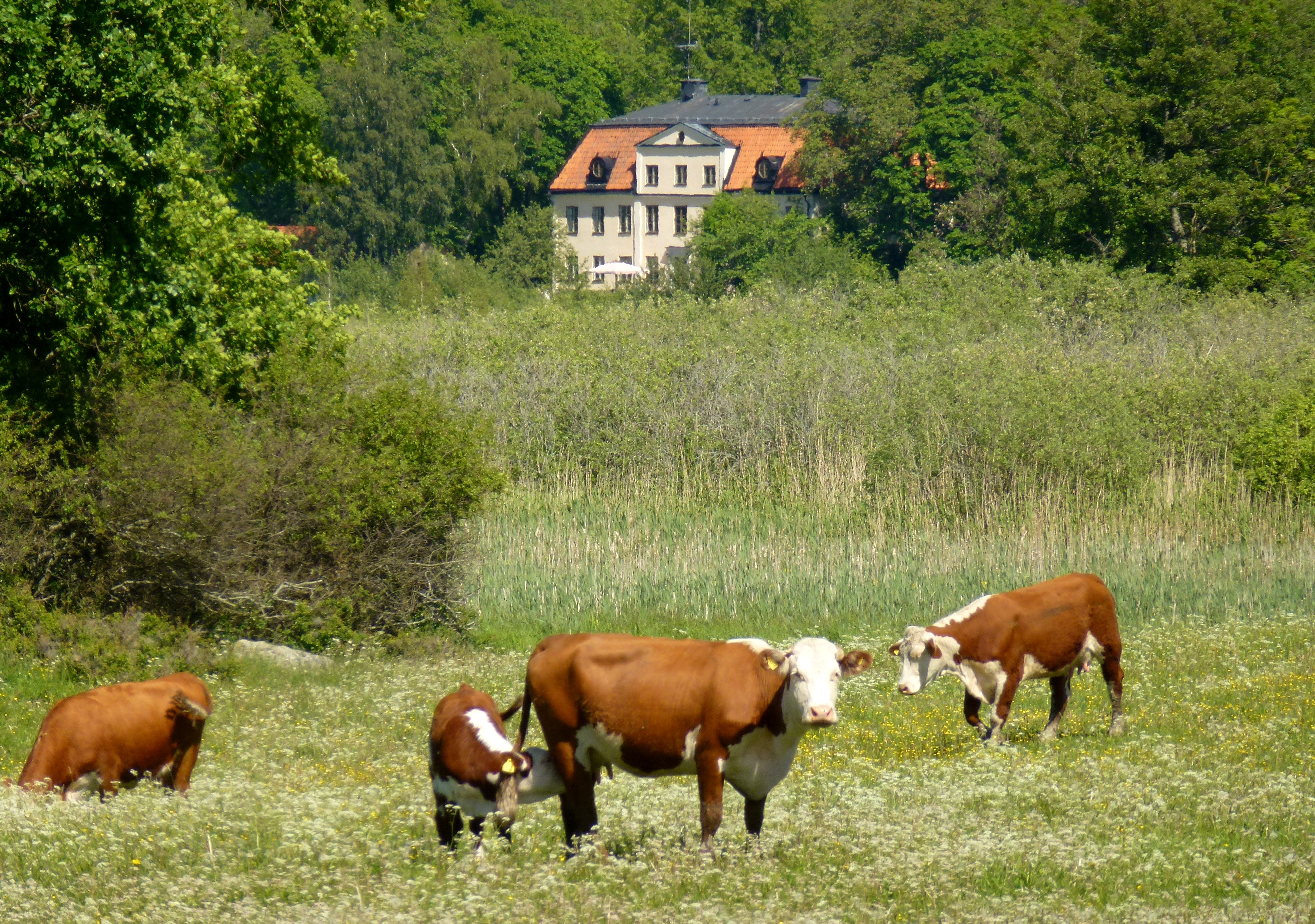
Kulturlandskapet vid Ågesta gård
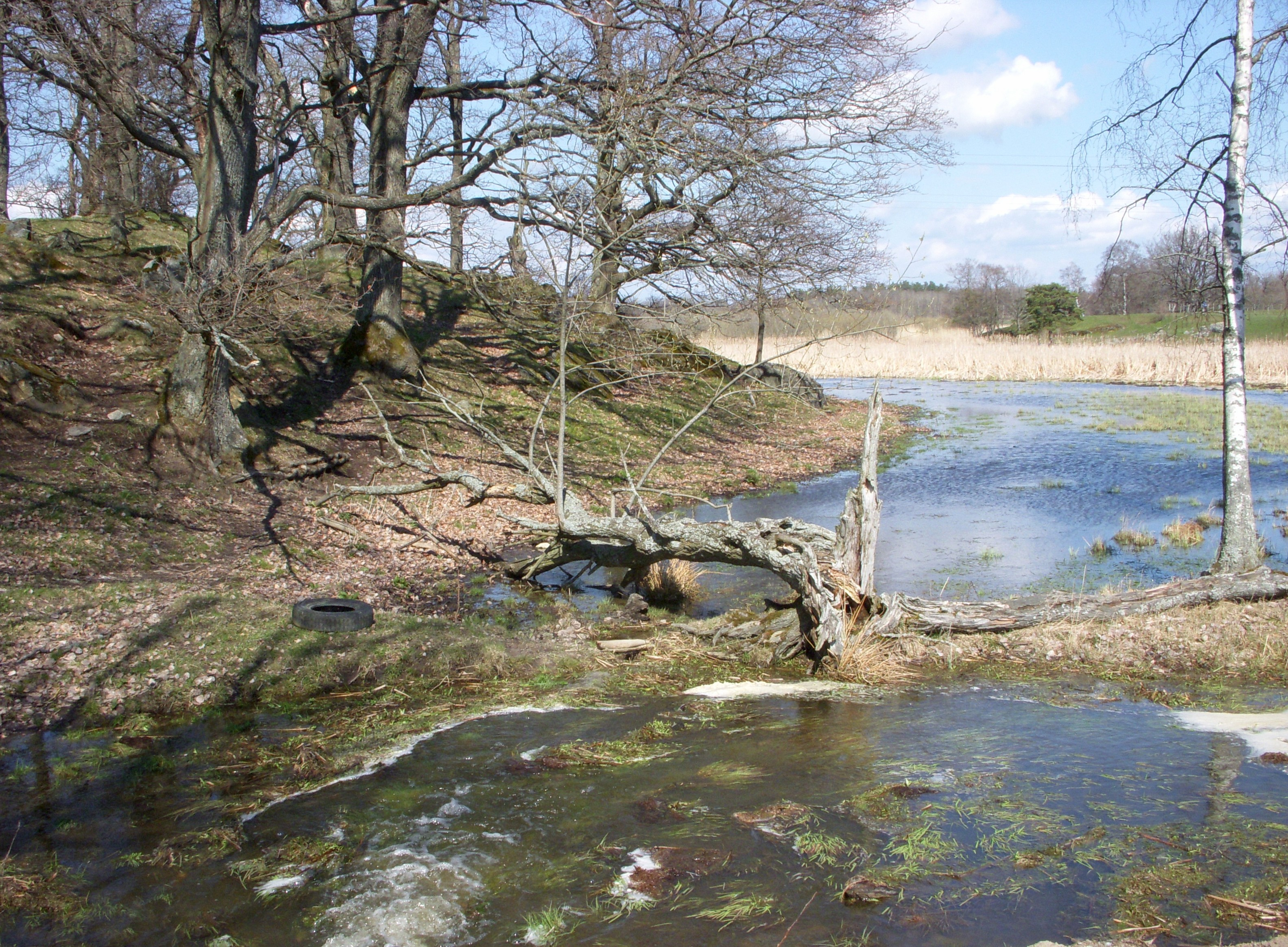
Söderån i Orlångens naturreservat
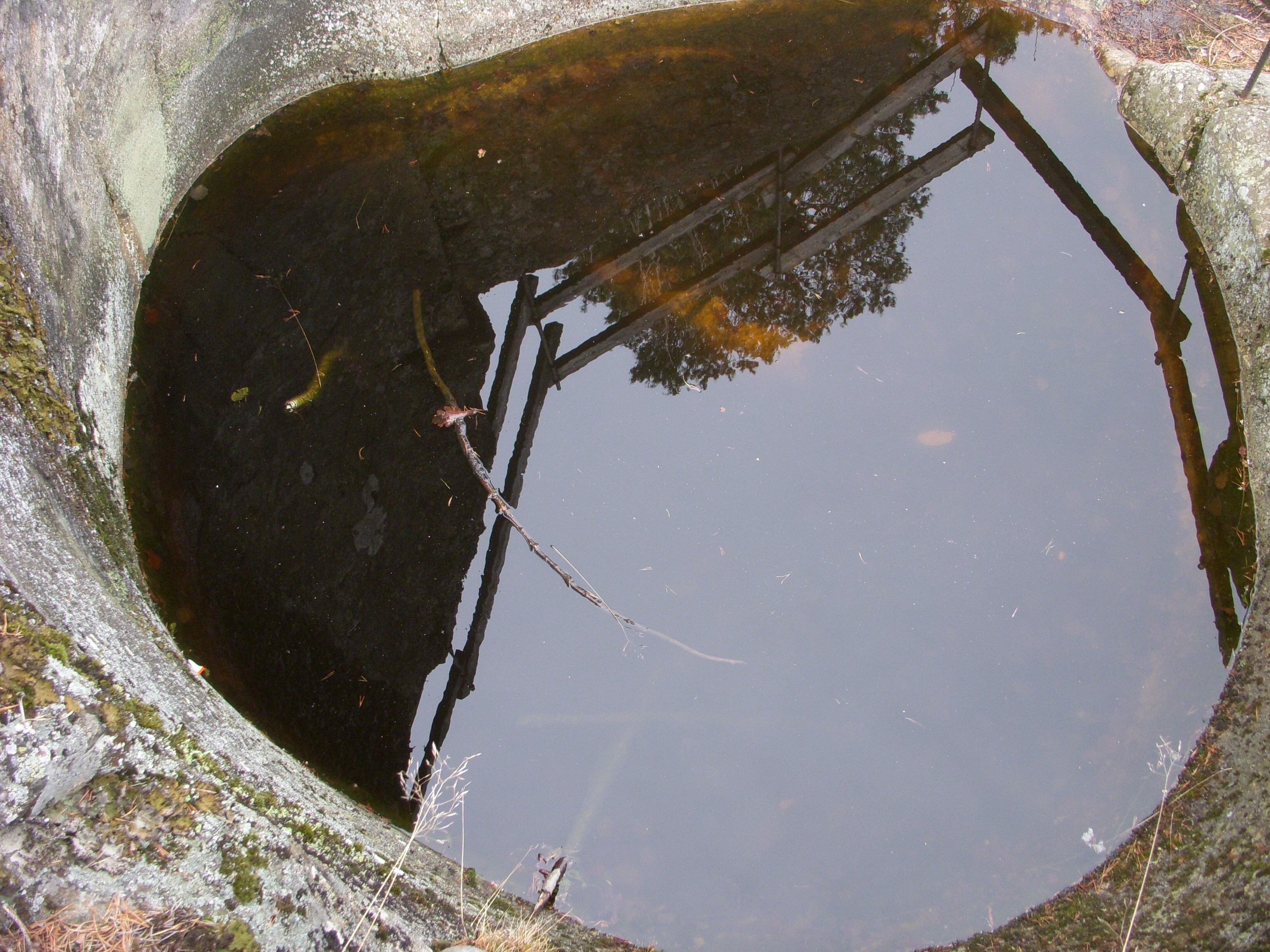
Djupåns jättegrytor
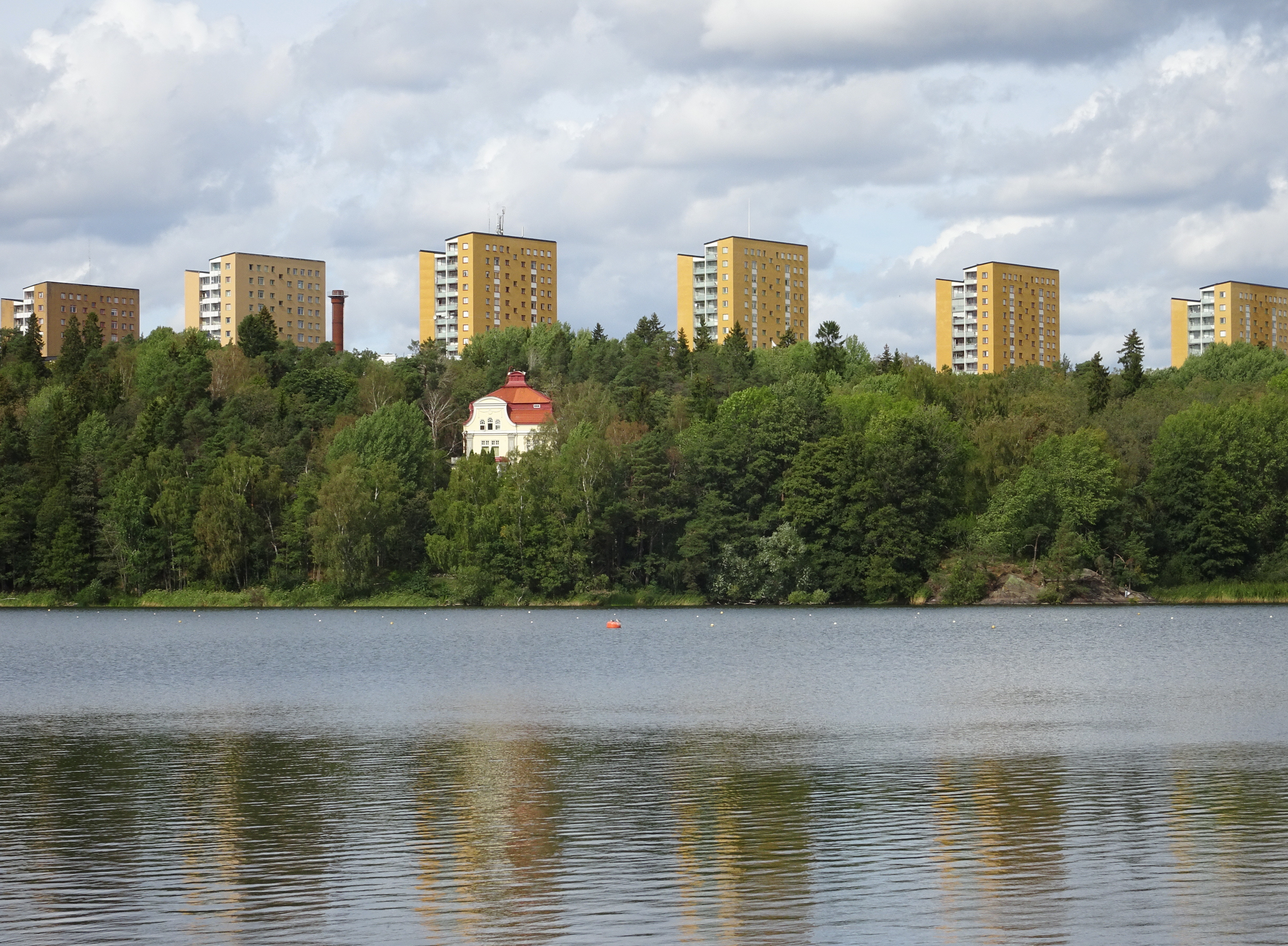
Vy över Magelungen mot norr med Villa Dagaborg